# Skyeng
Skyeng — онлайн-школа по изучению английского языка. Обучение происходит на собственной учебной платформе Vimbox, а также при помощи мобильного приложения, расширений для браузера и обучающих рассылок.

## История
Школа основана в 2012 году выпускниками МФТИ и МГТУ им. Баумана Георгием Соловьевым, Харитоном Матвеевым, Денисом Сметнёвым и Андреем Яунземом.
Весной 2013 года фонд Infinite Ambition инвестировал в проект 400 тысяч рублей. Их потратили на завершение разработки новой версии виртуального класса и его наполнение интерактивными учебными материалами.
В октябре 2013 года проектом занялся бывший директор по международному развитию компании «Яндекс» Александр Ларьяновский, инвестировав в него 300 тысяч долларов.
В августе этого же года Skyeng запустила собственную платформу обучения Vimbox (виртуальный класс). Запуск обошёлся компании в 500 тысяч долларов.
В 2016 году Skyeng запустила свои мобильные приложения и сервис для изучения английского языка по субтитрам к сериалам.
В ноябре 2017 года Skyeng запустила сервисы для США и Латинской Америки — браузерное расширение Subtly для перевода субтитров Netflix на 9 языков и приложение для запоминания английских слов Aword в App Store для Мексики и Аргентины.
В 2017 году компания открыла два новых направления деятельности: работу с корпоративными клиентами и обучение школьников (Skyeng Junior). По итогам 2017 года выручка компании, по собственным данным, выросла в 2,2 раза и составила 725 млн руб.
В январе 2018 года стало известно о том, что Skyeng привлек инвестиции от фондов Baring Vostok. Компания была оценена в рекордные для рынка EdTech в России $100 млн.
В августе 2019 года компания заявила о запуске нового направления, Skyeng Math, и о намерении выпустить собственный графический планшет для обучения математике.
В декабре 2019 года сервис начал работу в Испании.
В 2022 году компании пришлось закрыть все международные проекты. Исполнительный директор Skyeng Рустам Айнетдинов в интервью «Коммерсанту» рассказал, что причинами стали невозможность привлечь капитал в компанию, кризис в еврозоне, в том числе энергетический.

## Формат обучения
Изучение английского языка в Skyeng начинается с вводного урока, во время которого методист определяет уровень знаний, цели и интересы ученика. На основе этой информации он составляет персональные рекомендации по эффективному обучению, а система подбирает ученику подходящего преподавателя, с учётом интересов и, как утверждается, психотипа.
Занятия в школе проходят в виртуальном классе на собственной учебной платформе Vimbox. Через неё ведётся общение между учениками и преподавателями, выдача и контроль заданий.
Информационная система позволяет методистам отслеживать выполнение учителями согласованной программы занятий, долю времени общения преподавателя и ученика и другие показатели. На основе этой информации оценивается и улучшается качество обучения. Обучение производится в любое время и день недели.
У учеников имеется личный словарь, синхронизируемый с мобильным приложением, куда по ходу урока добавляются новые слова для дальнейшего изучения, а вся информация о ходе обучения отображается в личном кабинете.

## Дополнительные сервисы
В 2016 году Skyeng запустила ряд мобильных приложений: тренажёр Aword для запоминания английских слов, использующий алгоритмы «кривой забывания» Эббингауза, такое же приложение Skyeng Words, предназначенное для учеников школы и Listening для тренировки аудирования.
Существует также расширение для браузеров Chrome и Safari Vimbox переводчик, которое помогает учить язык в процессе чтения англоязычных статей.
Также языковая школа внедрила систему умных субтитров в онлайн-кинотеатры Netflix и Amazon Video. Субтитры интегрированы в сериалы «Карточный домик», «Черное зеркало», «Оранжевый — новый черный» и другие. Ранее схожий проект был запущен совместно с онлайн-кинотеатром Amediateka.
Летом 2017 года компания запустила музыкальное расширение для браузера — сервис Lyrics, который синхронизируется с Яндекс.Музыкой и предоставляет художественный перевод текстов песен. Сервис направлен на увеличение словарного запаса учеников.
В начале 2019 года компанией создана онлайн-школа Skysmart  для обучению английскому языку школьников и дошкольников, также в неё вошел полноценный курс по математике.
В апреле 2020 года онлайн-школа Skysmart и Просвещение запустили бесплатную интерактивную рабочую тетрадь для дистанционного обучения. Выполненные школьниками задания проверяются автоматически, после чего учителю открываются данные с результатами. В интерактивной тетради представлены задания для школьников с первого по одиннадцатый класс по английскому языку, математике, русскому языку и обществознанию. Материалы созданы методистами и экспертами Просвещение на основе учебников входящих в Федеральный перечень учебников.
В сентябре 2020 года компанией был создан новый сервис Talks для общения с носителями английского языка в виде 15 минутных разговоров (см. также микрообучение).
В апреле 2021 года компания запустила онлайн-университет навыков и профессий Skypro, представив себя таким образом на рынке дополнительного профессионального образования. В развитие проекта планируются инвестиции около 350 млн рублей. По состоянию на май 2021 года Skypro обучает трем профессиям, таким как аналитик данных, инженер по тестированию, Python-разработчик, а также насчитывает 20 образовательных программ по таким направлениям как программирование, маркетинг, финансовая грамотность и управление. В мае 2021 года на Skypro запустилась образовательная модель «Income share agreement» (ISA), согласно которой обучение и трудоустройство происходит без предварительной оплаты, а затем оплачивается за счет процентов от заработной платы в течение двух лет. По состоянию на май 2021 года по модели ISA можно обучиться профессии инженер по тестированию.

## Показатели и цифры
Выручка в 2014 году составила 39,5 млн рублей. К ноябрю 2015 года выручка компании за 11 месяцев достигла 80 млн рублей (рост составил 300 %).
За 2016 год Skyeng заработала 330 млн рублей. К концу 2016 года компании удалось выйти на 40 млн рублей ежемесячной выручки. Операционная прибыль по итогам года насчитывает 66 млн рублей. Рост по сравнению с 2015 годом составил 3,5 раза.
По итогам 2017 года выручка компании, по собственным данным, выросла в 2,2 раза и составила 725 млн руб.
По данным Skyeng, на начало 2018 года в школе числится более 2000 преподавателей и свыше 18 тыс. учеников. В 2017 году компания провела свой миллионный урок, а к январю 2018 года количество уроков, проведенных с момента основания, увеличилось почти до полутора миллионов.
В 2019 году компания заняла четырнадцатую позицию в рейтинге «20 самых дорогих компаний Рунета — 2019», опубликованном журналом Forbes. По оценкам экспертов, стоимость компании в 2019 году составила 109 миллионов долларов.
В августе 2019 года Skyeng занял первое место в рейтинге EdTech-компаний России, составленном журналом РБК.
В 2020 году компания поднялась в рейтинге и заняла тринадцатую позицию в рейтинге «20 самых дорогих компаний Рунета — 2020», опубликованном журналом "Форбс". По оценкам экспертов, стоимость компании в 2020 году составила 130 миллионов долларов.

## Skyeng Super Cup
Весной 2017 году Skyeng при поддержке «Ростелекома» организовала международную образовательную онлайн-олимпиаду по английскому языку для школьников 5-11 классов, задания для которой разрабатываются в соответствии со стандартами ОГЭ и ЕГЭ. В олимпиаде приняли участие 82,5 тысячи школьников. В осенней Skyeng Super Cup приняли участие 103 тысячи человек.
В 2018 году олимпиада вошла в официальный перечень Минобрнауки, и ее победители могут получить 100 баллов ЕГЭ по английскому языку или поступление в ряд вузов без экзаменов.